# NGC 7811
NGC 7811 este o seyfert 1 galaxy⁠(d) situată în constelația Peștii. A fost descoperită în 5 octombrie 1864 de către Albert Marth.